# Список президентских визитов Гейдара Алиева в зарубежные страны

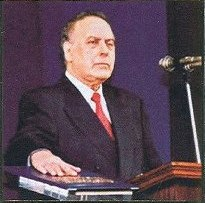
Инаугурация Гейдара Алиева. 1993 год

Список президентских визитов Гейдара Алиева в зарубежные страны — статья, в которой представлен список международных официальных и рабочих поездок, совершенных Гейдаром Алиевым, третьим президентом Азербайджана, в период его президентства.

## 1-й Президентский срок (1993-1998)
Визиты во время первого Президентского срока:
| Ряд  | Дата                   | Страна            | Город                             | Цель |
| 1993 |                        |                   |                                   | |
| 1    | 19-21 декабря 1993     | Франция           | Париж                             | Официальная встреча с Президентом Франции Франсуа Миттераном, в которой были обсуждены возможности сотрудничества между Азербайджаном и Францией. 20 декабря в Елисейском дворце был проведен торжественный парад в честь Президента Азербайджана Гейдара Алиева. Подписание "Парижской хартии", являющейся одной из основных контрактов ОБСЕ. |
| 1994 |                        |                   |                                   | |
| 2    | 8-11 февраля 1994      | Турция            | Анкара                            | Официальный визит по приглашению премьер-министра Турции Сулеймана Демиреля, выступление на Великом Национальном собрании Турции, подписание турецко-азербайджанских документов. |
| 3    | 22-25 февраля 1994     | Великобритания    | Лондон                            | Официальный визит по приглашению премьер-министра Великобритании г-на Джона Мейджора. Развитие двусторонних отношений между странами. |
| 4    | 7-11 марта 1994        | Китай             | Пекин                             | Рабочий визит в Китай, по приглашению Генерального секретаря ЦК КПК Цзян Цземинь. После завершения переговоров состоялось подписание азербайджано-китайских документов. |
| 5    | 3-5 мая 1994           | Бельгия           | Брюссель                          | Встреча с премьер-министром Жаном-Люком Дехане, участие в церемонии подписания программы НАТО «Партнерство во имя мира». |
| 6    | 29 июня – 2 июля 1994  | Иран              | Тегеран                           | Официальная встреча с Президентом Ирана Хашими Рафсанджани, обсуждение сотрудничества между Ираном и Азербайджаном, подписание документов, предусматривающих сотрудничество в различных областях. |
| 7    | 9-12 июля 1994         | Саудовская Аравия | Эр-Рияд                           | Официальный визит, по приглашению короля Саудовской Аравии Фахда ибн Абдель Азиз аль Сауда. Гейдар Алиев побывал в городах Мекка и Медина, посетил святые места ислама. В ходе визита было подписаны соглашения касательно сотрудничества в сфере экономики, торговли, инвестиций, было принято совместное заявление по итогам визита. |
| 8    | 26 сентября 1994       | США               | Нью-Йорк                          | Встреча с президентом США Билл Клинтоном. Участие на Генеральной Ассамблее ООН. |
| 9    | 18-19 октября 1994     | Турция            | Стамбул                           | Участие во 2-м Саммите Организации тюркских государств. |
| 10   | 13 декабря 1994        | Марокко           | Рабат                             | Участие в Саммите Организации исламского сотрудничества, подписание межгосударственных договоров, развитие двусторонних отношений между странами. |
| 1995 |                        |                   |                                   | |
| 11   | 8 мая 1995             | Франция           | Париж                             | Участие в военном параде и торжественной церемонии по случаю 50-летия Дня Победы над фашизмом. |
| 12   | 9 мая 1995             | Россия            | Москва                            | Участие в Параде в Москве 9 мая 1995 года. |
| 13   | 29 - 30 июня 1995      | Болгария          | София                             | Визит по приглашению Президента Болгарии Желю Желева. Подписание соглашений о дружбе и сотрудничестве между странами. |
| 14   | 30 июня - 2 июля 1995  | Румыния           | Бухарест                          | Визит по приглашению Президента Румынии Иона Илиеску. Заявление на совместной пресс-конференции и подписание официальных документов. |
| 15   | август 1995            | Kыргызстан        | Бишкек                            | Участие в III Саммите глав тюркских государств, встреча с президентом Кыргызстана Аскаром Акаевым, обсуждение вопросов, связанных с развитием отношений между двумя странами. В ходе визита Гейдар Алиев принял участие в торжествах в Бишкеке, посвященных 100-летию эпоса «Манас». |
| 16   | декабрь 1995           | Франция           | Париж                             | Гейдар Алиев принял участие в конференции по инвестированию. |
| 1996 |                        |                   |                                   | |
| 17   | 10-11 января 1996      | Франция           | Париж                             | Участие в государственных похоронах Франсуа Миттерана. |
| 18   | 8-10 марта 1996        | Грузия            | Тбилиси                           | Официальный визит по приглашению президента Грузии Эдуарда Шеварднадзе, подписание договора между Грузией и Азербайджаном о дружбе, сотрудничестве и безопасности на Кавказе. |
| 19   | 9-11 апреля 1996       | Пакистан          | Исламабад                         | Официальный визит по приглашению Президента Исламской Республики Пакистан Фаруком Легари, встреча с премьер-министром Пакистана Беназир Бхутто, подписание официальных документов между двумя странами. |
| 20   | 1-4 июля 1996          | Германия          | Берлин                            | Встреча с Президентом Германии Романом Херцогом, федеральным канцлером Гельмутом Колем, подписание «Совместного заявления об основах отношений между Азербайджаном и Германией», а также ряд договоров, охватывающих экономические отрасли. |
| 1997 |                        |                   |                                   | |
| 21   | 13-15 января 1997      | Франция           | Париж                             | Встреча с Президентом Франции Жаком Шираком, выступление на церемонии открытия Франко-Азербайджанской торгово-промышленной палаты, подписание официальных документов. |
| 22   | 24-25 марта 1997       | Украина           | Киев                              | Визит по приглашению Президента Украины Леонида Кучмы, подписание важных документов. |
| 23   | 5-8 мая 1997           | Турция            | Анкара                            | Визит по официальному приглашению Президента Турции Сулеймана Демиреля, выступление в Великом национальном собрании Турции. После переговоров и встреч подписание 8 договоров. |
| 24   | 10-11 июня 1997        | Казахстан         | Астана                            | Встреча один на один с Президентом Казахстана Нурсултаном Назарбаевым, подписание Декларации по еще большему развитию и углублению сотрудничества между Азербайджанской Республикой и Республикой Казахстан, Меморандума о сотрудничестве в транспортировке нефти на международные рынки и др. важные документы. |
| 25   | 18-19 июля 1997        | Узбекистан        | Ташкент                           | Официальный визит в Узбекистан по приглашению Президента Узбекистана Ислама Каримова. Подписание 19 документов для развитии двусторонних отношений между Азербайджаном и Узбекистаном. |
| 26   | 2-4 июля 1997          | Россия            | Москва                            | Официальный визит в Россию по приглашению Президента страны Бориса Ельцина. На встрече были обсуждены вопросы политических, экономических отношений между двумя странами, статуса Каспия, нагорно-карабахского конфликта. После встречи состоялась церемония подписания двусторонних документов между Российской Федерацией и Азербайджаном, подписан Договор о дружбе, сотрудничестве и взаимной безопасности, а также ряд экономических соглашений.   |
| 27   | 27 июля-7 августа 1997 | США               | Вашингтон Нью-Йорк Хьюстон Чикаго | Во время официального визита в США Президент Гейдар Алиев провел многочисленные встречи с руководителями политических кругов этой страны. Одной из значительных встреч была встреча с председателем Комитета международных связей Палаты представителей конгресса США Бен Гильманом и членами комитета |
| 28   | 26-28 августа 1997     | Польша            | Варшава                           | Официальный визит в Польшу по приглашению Президента Польши Александра Квасьневского. Состоялся обмен мнениями по вопросам двусторонних отношений, региональным и международным вопросам. Был подписан ряд двусторонних документов. |
| 29   | 25-28 сентября 1997    | Италия            | Рим                               | Встреча Гейдара Алиева с Президентом Италии Скальфаро Оскар Луиджи, премьер-министром Италии Сильвио Берлускони и другими представителями власти. Во время беседы с Президентом Азербайджана итальянские руководители указали на то, что являются сторонниками справедливого разрешения нагорно-карабахского конфликта и обеспечения территориальной целостности Азербайджана. После переговоров состоялось подписание документов между двумя странами. |
| 1998 |                        |                   |                                   | |
| 30   | 23-28 февраля 1998     | Япония            | Токио                             | Официальный визит Президента Азербайджана Гейдара Алиева в Японию по приглашению премьер-министра этой страны Рютаро Хасимото. Встреча с Императором Японии Акихито. После встречи состоялась церемония подписания азербайджано-японских документов. |
| 31   | 19-24 июля 1998        | Великобритания    | Лондон                            | Официальный визит по приглашению премьер-министра Великобритании Тони Блера, встреча с Королевой Соединенного Королевства Великобритании и Северной Ирландии Елизаветой II. После встречи Президента Гейдара Алиева и премьер-министра Тони Блейера состоялась церемония подписания документов. Они подписали Совместную декларацию о дружественных отношениях и партнерстве.                                                                           |

## 2-й Президентский срок (1998–2003)
Визиты во время второго Президентского срока:
| Ряд  | Дата                       | Страна  | Город             | Цель |
| 1998 |                            |         |                   | |
| 1.   | 21-28 октября 1998         | Турция  | Анкара            | Участие в церемониях, посвященных 75-летию Турецкой Республики. |
| 1999 |                            |         |                   | |
| 2.   | 23–26 апреля 1999          | США     | Вашингтон         | Участие и выступление Гейдара Алиева на саммите, посвященным 50-летнему юбилею НАТО. |
| 3.   | 31 октября – 2 ноября 1999 | Турция  | Анкара            | Рабочий визит по приглашению премьер-министра Турецкой Республики Сулеймана Демиреля. Поездка в провинцию Коджаэли, где произошло землетрясение. |
| 4.   | 18-19 ноября 1999          | Турция  | Стамбул           | Участие в Стамбульском саммите 1999 г., выступление Гейдара Алиева на саммите Организации Черноморского экономического сотрудничества, выступление с на саммите ОБСЕ. |
| 2000 |                            |         |                   | |
| 5.   | 22-23 марта 2000           | Грузия  | Тбилиси           | Встреча с президентом Грузии Эдуардом Шеварнадзе. После церемонии подписания азербайджано-грузинских документов Президентом Азербайджанской Республики Гейдаром Алиевым и Президентом Грузии Эдуардом Шеварднадзе было сделано совместное заявление и проведена пресс-конференция. |
| 6.   | 12–21 февраля 2000         | США     | Вашингтон         | Встреча Гейдара Алиева с президентом США Биллом Клинтоном во время частного визита. |
| 7.   | 3-6 июля 2000              | Австрия | Вена              | Встреча Гейдара Алиева один на один с Президентом Австрии Томасом Клестилем. На переговорах были обсуждены вопросы развития азербайджано-австрийских отношений, был подписан ряд документов.                                                                                       |
| 2001 |                            |         |                   | |
| 8.   | 23-28 января 2001          | Франция | Париж             | Встреча Президента Азербайджана Гейдара Алиева и Президента Франции Жака Ширака. Во время беседы были затронуты вопросы улучшения сотрудничества Азербайджана и Франции в международных организациях и подписаны документы.                                                        |
| 9.   | 12-16 марта 2001           | Турция  | Анкара            | Встреча с руководством Турции. Темой обсуждения были настоящее положение и перспективы развития отношений между двумя государствами. Подписание взаимовыгодных соглашений и документов.                                                                                            |
| 10.  | 3-11 апреля 2001           | США     | Ки-Уэст Вашингтон | При посредничестве госсекретаря США Колина Пауэлла состоялась совместная встреча сопредседателей Минской группы ОБСЕ, Президента Азербайджана Гейдара Алиева и Президента Армении Роберта Кочаряна.                                                                                |
| 11.  | 30 ноября 2001             | Россия  | Москва            | Президент Азербайджанской Республики Гейдар Алиев совершил визит в Россию для участия на саммите глав государств СНГ. |
| 2002 |                            |         |                   | |
| 12.  | 24-26 января 2002          | Россия  | Москва            | Встреча Президента Гейдара Алиева с Президентом России Владимиром Путиным, подписание договора о долгосрочном экономическом сотрудничестве между Азербайджаном и Россией. |
| 13.  | 29-30 апреля 2002          | Турция  | Трабзон           | Рабочий визит в Турцию для участия в Саммите глав государств Турции, Азербайджана и Грузии. |
| 14   | 18-20 мая 2002             | Иран    | Тегеран           | Официальный визит по приглашению Президента Ирана Сейид Мухаммад Хатами В ходе встречи президенты провели широкий обмен мнениями о положении в регионе и по ряду других вопросов, представляющих интерес для обеих стран.                                                          |
| 2003 |                            |         |                   | |
| 15.  | 23–27 февраля 2003         | США     | Вашингтон         | Встреча в Вашингтоне с Президентом США Джорджем Бушем, подписание официальных документов. |